# コークスクリュー作戦

イタリア戦線

コークスクリュー作戦（コークスクリューさくせん、Operation Corkscrew）は、第二次世界大戦中の1943年6月11日に行われた、連合国軍のパンテッレリーア島侵攻作戦である。パンテッレリーア島はシチリア島とチュニジアの間にあるイタリア領の島である。この島への侵攻計画は1940年の終わりにもあったが、ドイツ空軍により枢軸国の航空戦力が強化されていたため実行されなかった。
1943年初めに連合国軍はパンテッレーリア島に戻ってきた。島のレーダー設備と飛行場は、連合国軍が予定していたシチリア島侵攻にとって脅威になると思われた。また、防備が強化された場所に対して行う事前砲撃の効果を評価する好機でもあった。
10日間にわたる激しい空爆により島の防御能力は大幅に減少し、イギリス軍が島に上陸するとイタリア軍は降伏した。パンテッレリーア島周辺のリノーザ島やランペドゥーザ島もすぐに陥落した。連合国軍はこの1ヶ月後にシチリア島に侵攻した。